# 火把節戀歌
《火把節戀歌》，又名《山寨戀歌》，著名柳琴獨奏曲，高華信、朱曉谷作曲，配有民族樂器伴奏。描寫彝族的重要節日火把節中，青年男女起舞並互相表達情感，曲調雖不直接取材自彝族音樂，但具有彝族音樂的風格。樂曲並充分發揮柳琴的高亮音色，和輪音技巧帶出的抒情效果。